# 500 Millas de Indianápolis de 2018
La 102ª edición de las 500 millas de Indianápolis se disputó el 27 de mayo de 2018 en el Indianapolis Motor Speedway. Es el evento más importante de la Temporada 2018 de la Verizon IndyCar Series.

## Lista de participantes
| N.º             | Piloto                  | Equipo                                            | Motor     |
| --------------- | ----------------------- | ------------------------------------------------- | --------- |
| 1               | Josef Newgarden         | Team Penske                                       | Chevrolet |
| 3               | Hélio Castroneves G     | Team Penske                                       | Chevrolet |
| 4               | Matheus Leist N         | A. J. Foyt Enterprises                            | Chevrolet |
| 5               | James Hinchcliffe       | Schmidt Peterson Motorsports                      | Honda     |
| 6               | Robert Wickens N        | Schmidt Peterson Motorsports                      | Honda     |
| 7               | Jay Howard              | Schmidt Peterson Motorsports con AFS Racing       | Honda     |
| 9               | Scott Dixon G           | Chip Ganassi Racing                               | Honda     |
| 10              | Ed Jones                | Chip Ganassi Racing                               | Honda     |
| 12              | Will Power              | Team Penske                                       | Chevrolet |
| 13              | Danica Patrick          | Ed Carpenter Racing                               | Chevrolet |
| 14              | Tony Kanaan G           | A. J. Foyt Enterprises                            | Chevrolet |
| 15              | Graham Rahal            | Rahal Letterman Lanigan Racing                    | Honda     |
| 17              | Conor Daly              | Dale Coyne Racing dba Thom Burns Racing           | Honda     |
| 18              | Sébastien Bourdais      | Dale Coyne Racing con Vasser-Sullivan             | Honda     |
| 19              | Zachary Claman DeMelo N | Dale Coyne Racing                                 | Honda     |
| 20              | Ed Carpenter            | Ed Carpenter Racing                               | Chevrolet |
| 21              | Spencer Pigot           | Ed Carpenter Racing                               | Chevrolet |
| 22              | Simon Pagenaud          | Team Penske                                       | Chevrolet |
| 23              | Charlie Kimball         | Carlin                                            | Chevrolet |
| 24              | Sage Karam              | Dreyer & Reinbold Racing                          | Chevrolet |
| 25              | Stefan Wilson           | Andretti Autosport                                | Honda     |
| 26              | Zach Veach              | Andretti Autosport                                | Honda     |
| 27              | Alexander Rossi G       | Andretti Autosport                                | Honda     |
| 28              | Ryan Hunter-Reay G      | Andretti Autosport                                | Honda     |
| 29              | Carlos Muñoz            | Andretti Autosport                                | Honda     |
| 30              | Takuma Satō G           | Rahal Letterman Lanigan Racing                    | Honda     |
| 32              | Kyle Kaiser N           | Juncos Racing                                     | Chevrolet |
| 33              | James Davison           | A. J. Foyt Enterprises con Byrd-Hollinger-Belardi | Chevrolet |
| 59              | Max Chilton             | Carlin                                            | Chevrolet |
| 60              | Jack Harvey             | Meyer Shank Racing con Schmidt Peterson           | Honda     |
| 63              | Pippa Mann              | Dale Coyne Racing                                 | Honda     |
| 64              | Oriol Servià            | Scuderia Corsa con Rahal Letterman Lanigan Racing | Honda     |
| 66              | J. R. Hildebrand        | Dreyer & Reinbold Racing                          | Chevrolet |
| 88              | Gabby Chaves            | Harding Racing                                    | Chevrolet |
| 98              | Marco Andretti          | Andretti Herta Autosport con Curb-Agajanian       | Honda     |
| REPORTE OFICIAL |                         |                                                   |           |

- G  Ganador de las 500 millas de Indianápolis.
- N  Novato de las 500 millas de Indianápolis.

## Parrilla de salida
| Fila | Interior | Interior                  | Medio | Medio                 | Exterior | Exterior           |
| ---- | -------- | ------------------------- | ----- | --------------------- | -------- | ------------------ |
| 1    | 20       | Ed Carpenter              | 22    | Simon Pagenaud        | 12       | Will Power         |
| 2    | 1        | Josef Newgarden           | 18    | Sébastien Bourdais    | 21       | Spencer Pigot      |
| 3    | 13       | Danica Patrick            | 3     | Hélio Castroneves (G) | 9        | Scott Dixon (G)    |
| 4    | 14       | Tony Kanaan (G)           | 4     | Matheus Leist (N)     | 98       | Marco Andretti     |
| 5    | 19       | Zachary Claman DeMelo (N) | 28    | Ryan Hunter-Reay (G)  | 23       | Charlie Kimball    |
| 6    | 30       | Takuma Satō (G)           | 32    | Kyle Kaiser (N)       | 6        | Robert Wickens (N) |
| 7    | 33       | James Davison             | 59    | Max Chilton           | 29       | Carlos Muñoz       |
| 8    | 88       | Gabby Chaves              | 25    | Stefan Wilson         | 24       | Sage Karam         |
| 9    | 26       | Zach Veach                | 64    | Oriol Servià          | 66       | J. R. Hildebrand   |
| 10   | 7        | Jay Howard                | 10    | Ed Jones              | 15       | Graham Rahal       |
| 11   | 60       | Jack Harvey               | 27    | Alexander Rossi (G)   | 17       | Conor Daly         |

- (G) Ganador de las 500 millas de Indianápolis.
- (N) Novato de las 500 millas de Indianápolis.

##### No clasificaron
| N.º | Piloto            | Equipo                       |
| --- | ----------------- | ---------------------------- |
| 5   | James Hinchcliffe | Schmidt Peterson Motorsports |
| 63  | Pippa Mann        | Dale Coyne Racing            |

## Resultados de la carrera
| Pos                  | N.º | Driver                    | Equipo                                             | Motor     | Vueltas | Tiempo/Causa del retiro | Pit Stops | Pos de salida | Vueltas lideradas |
| -------------------- | --- | ------------------------- | -------------------------------------------------- | --------- | ------- | ----------------------- | --------- | ------------- | ----------------- |
| 1                    | 12  | Will Power                | Team Penske                                        | Chevrolet | 200     | 2:59:42.6365            | 5         | 3             | 59                |
| 2                    | 20  | Ed Carpenter              | Ed Carpenter Racing                                | Chevrolet | 200     | +3.1589                 | 5         | 1             | 65                |
| 3                    | 9   | Scott Dixon (G)           | Chip Ganassi Racing                                | Honda     | 200     | +4.5928                 | 5         | 9             | 0                 |
| 4                    | 27  | Alexander Rossi (G)       | Andretti Autosport                                 | Honda     | 200     | +5.2237                 | 5         | 32            | 1                 |
| 5                    | 28  | Ryan Hunter-Reay (G)      | Andretti Autosport                                 | Honda     | 200     | +6.7187                 | 5         | 14            | 1                 |
| 6                    | 22  | Simon Pagenaud            | Team Penske                                        | Chevrolet | 200     | +7.2357                 | 5         | 2             | 1                 |
| 7                    | 29  | Carlos Muñoz              | Andretti Autosport                                 | Honda     | 200     | +7.8377                 | 6         | 21            | 4                 |
| 8                    | 1   | Josef Newgarden           | Team Penske                                        | Chevrolet | 200     | +8.6917                 | 6         | 4             | 3                 |
| 9                    | 6   | Robert Wickens (N)        | Schmidt Peterson Motorsports                       | Honda     | 200     | +9.3112                 | 7         | 18            | 2                 |
| 10                   | 15  | Graham Rahal              | Rahal Letterman Lanigan Racing                     | Honda     | 200     | +11.3368                | 6         | 30            | 12                |
| 11                   | 66  | J. R. Hildebrand          | Dreyer & Reinbold Racing                           | Chevrolet | 200     | +12.7354                | 6         | 27            | 0                 |
| 12                   | 98  | Marco Andretti            | Andretti Herta Autosport with Curb-Agajanian       | Honda     | 200     | +14.0745                | 5         | 12            | 0                 |
| 13                   | 4   | Matheus Leist (N)         | A. J. Foyt Enterprises                             | Chevrolet | 200     | +14.7798                | 5         | 11            | 0                 |
| 14                   | 88  | Gabby Chaves              | Harding Racing                                     | Chevrolet | 200     | +15.1173                | 8         | 22            | 0                 |
| 15                   | 25  | Stefan Wilson             | Andretti Autosport                                 | Honda     | 200     | +33.6747                | 7         | 23            | 3                 |
| 16                   | 60  | Jack Harvey               | Meyer Shank Racing with Schmidt Peterson           | Honda     | 200     | +34.7970                | 6         | 31            | 0                 |
| 17                   | 64  | Oriol Servià              | Scuderia Corsa with RLL                            | Honda     | 200     | +38.2325                | 6         | 26            | 16                |
| 18                   | 23  | Charlie Kimball           | Carlin                                             | Chevrolet | 200     | +41.5146                | 8         | 15            | 0                 |
| 19                   | 19  | Zachary Claman DeMelo (N) | Dale Coyne Racing                                  | Honda     | 199     | +1 vuelta               | 6         | 13            | 7                 |
| 20                   | 21  | Spencer Pigot             | Ed Carpenter Racing                                | Chevrolet | 199     | +1 vuelta               | 8         | 6             | 3                 |
| 21                   | 17  | Conor Daly                | Dale Coyne Racing dba Thom Burns Racing            | Honda     | 199     | +1 vuelta               | 9         | 33            | 0                 |
| 22                   | 59  | Max Chilton               | Carlin                                             | Chevrolet | 198     | +2 vueltas              | 10        | 20            | 0                 |
| 23                   | 26  | Zach Veach                | Andretti Autosport                                 | Honda     | 198     | +2 vueltas              | 10        | 25            | 0                 |
| 24                   | 7   | Jay Howard                | Schmidt Peterson Motorsports/AFS Racing            | Honda     | 193     | +7 vueltas              | 10        | 28            | 0                 |
| 25                   | 14  | Tony Kanaan (G)           | A. J. Foyt Enterprises                             | Chevrolet | 187     | Choque                  | 7         | 10            | 19                |
| 26                   | 24  | Sage Karam                | Dreyer & Reinbold Racing                           | Chevrolet | 154     | Choque                  | 4         | 24            | 0                 |
| 27                   | 3   | Hélio Castroneves (G)     | Team Penske                                        | Chevrolet | 145     | Choque                  | 4         | 8             | 0                 |
| 28                   | 18  | Sébastien Bourdais        | Dale Coyne Racing with Vasser-Sullivan             | Honda     | 137     | Choque                  | 4         | 5             | 4                 |
| 29                   | 32  | Kyle Kaiser (N)           | Juncos Racing                                      | Chevrolet | 110     | Mecánico                | 6         | 17            | 0                 |
| 30                   | 13  | Danica Patrick            | Ed Carpenter Racing                                | Chevrolet | 67      | Choque                  | 2         | 7             | 0                 |
| 31                   | 10  | Ed Jones                  | Chip Ganassi Racing                                | Honda     | 57      | Choque                  | 2         | 29            | 0                 |
| 32                   | 30  | Takuma Satō (G)           | Rahal Letterman Lanigan Racing                     | Honda     | 46      | Contacto                | 1         | 16            | 0                 |
| 33                   | 33  | James Davison             | A. J. Foyt Enterprises with Byrd/Hollinger/Belardi | Chevrolet | 45      | Contacto                | 1         | 19            | 0                 |
| RESULTADOS OFICIALES |     |                           |                                                    |           |         |                         |           |               |                   |